# Ulrich von Zollern
Ulrich von Zollern, auch Ulrich III. von Zollern, (* ca. 1098; † 1136) war Abt des Klosters Reichenau (1135–1136).

## Leben
Ulrich von Zollern war eines von zehn Kindern aus der Ehe von Friedrich I. Graf von Zollern, genannt Maute, aus dem Geschlecht der Hohenzollern, Vogt des Klosters Alpirsbach, und dessen Frau Udalhild von Urach aus dem Hause Fürstenberg.
Nach dem gewaltsamen Tod von Abt Ludwig von Pfullendorf wurde Ulrich von Zollern zum Abt des Klosters Reichenau gewählt.
Ulrich von Zollern geriet in Verdacht, Anstifter der Ermordung von Abt Ludwig zu sein. Ulrich selbst starb vermutlich an einer Vergiftung.